# آنا پولیوکووا
آنا پولیوکووا (چکی: Anna Polívková؛ ۲۴ مارس ۱۹۷۹) بازیگر اهل جمهوری چک است. وی از سال ۱۹۹۹ میلادی تاکنون مشغول فعالیت بوده‌است.
از فیلم‌هایی که وی در آن نقش داشته‌است، می‌توان به لحظات دلپذیر و ساختمان پزشکان در باغ رز اشاره کرد.